# Hietaniemi socken
Hietaniemi socken ligger i Norrbotten, ingår sedan 1971 i Övertorneå kommun och motsvarar från 2016 Hietaniemi distrikt.
Socknens areal var den 1 januari 1961 754,15 kvadratkilometer, varav 691,00 km² land. År 2000 fanns här 920 invånare. Tätorten och kyrkorten Hedenäset med sockenkyrkan Hietaniemi kyrka ligger i socknen.
I socknen inträffade den 24 oktober 1940 Armasjärviolyckan, då 44 soldater och 2 civila omkom när en färja förliste på sjön Armasjärvi.

Gränser och kyrkor 1796

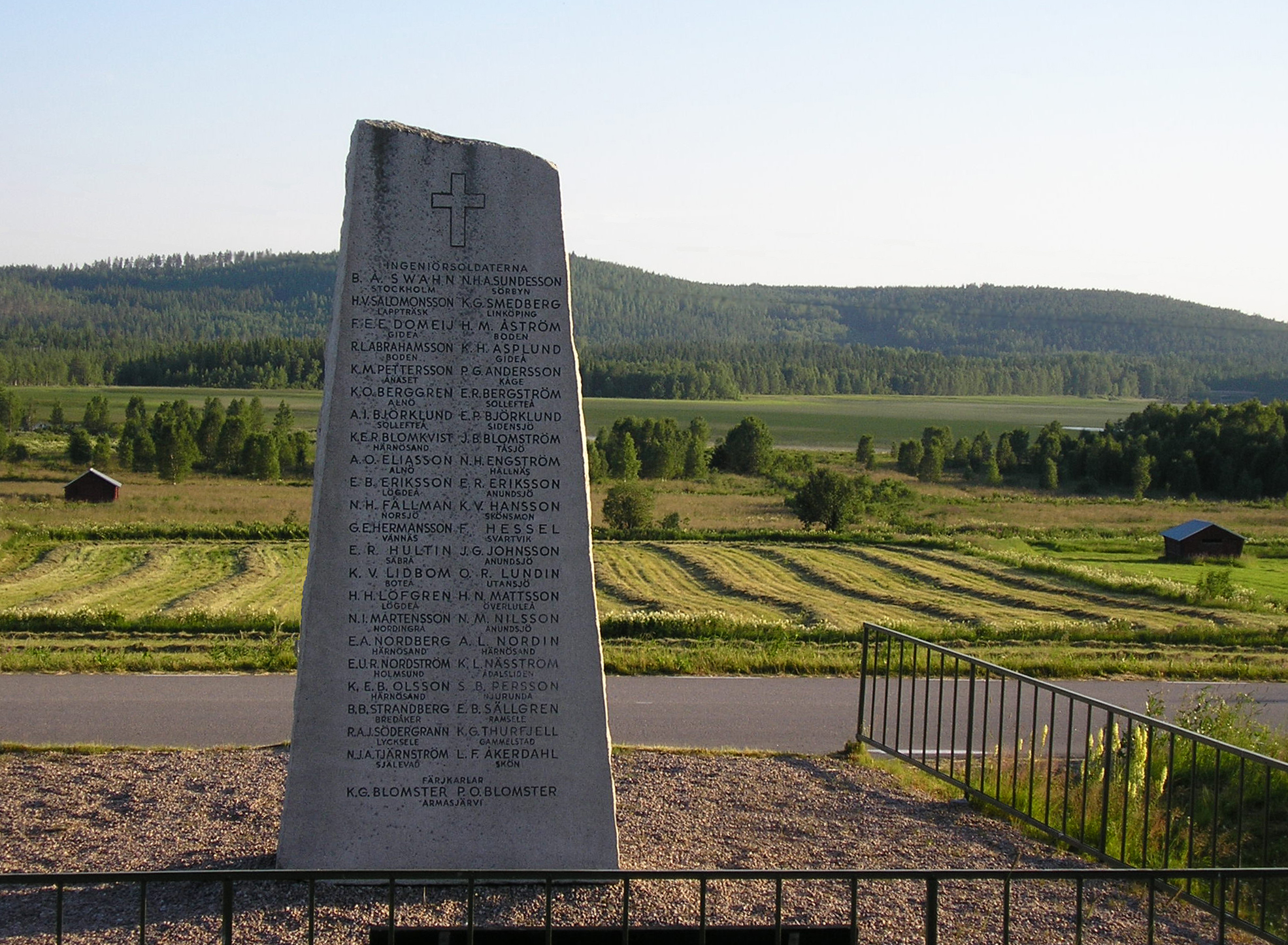
Minnessten över Armasjärviolyckan, rest 1941

## Administrativ historik
Socknen bildades 1637 genom en utbrytning ur Övertorneå socken efter att varit kapellförsamling från 1617. Socknen omfattade då ett område på båda sidor Torne älv där den östra delen ligger i dagens Finland. 5 september 1809 reglerades gränsen mellan Sverige och Finland och den östra delen av socknen utbröts.
Vid kommunreformen 1862 överfördes ansvaret för de kyrkliga frågorna till Hietaniemi församling och för de borgerliga frågorna till Hietaniemi landskommun. Landskommunen inkorporerades 1969 i Övertorneå landskommun som 1971 ombildades till Övertorneå kommun. Församlingen uppgick 2006 i Övertorneå församling.
Hietaniemi utbröts som jordebokssocken ur Övertorneå enligt beslut den 9 maj 1884.
1 januari 2016 inrättades distriktet Hietaniemi, med samma omfattning som församlingen hade 1999/2000.
Socknen har tillhört fögderier, tingslag och domsagor enligt vad som beskrivs i artikeln Norrbotten. De indelta soldaterna tillhörde Norrbottens regemente.

## Geografi
Hietaniemi socken ligger väster om Torne älv. Sjöarna Puostijärvi och Miekojärvi ligger i socknen. Den senare utgör sockengräns i väster. Sangis älv och Puostijoki rinner genom socknen. Socknen har odlingsbygd vid Torne älv och är i övrigt en myr- och sjörik kuperad skogsbygd med höjder som når 275 meter över havet.

### Orter i socknen
Hedenäset/Koivukylä är kyrkbyn i socknen. Övriga byar är:
- Vid Torne älv:
  - Niemis/Luppio, Päkkilä/Bäckesta och Vitsaniemi/Risudden.
- Vid sjöstränder:
  - Armasjärvi, Ekfors, Liehittäjä, Puhkuri, Littiäinen, Persomajärvi, Kukasjärvi, Pallakka, Koutojärvi, Vuomajärvi och Matojärvi.

## Fornlämningar
Över 45 boplatser från stenåldern är funna och omkring 50 fångstgropar har påträffats. Tre yxor från stenåldern har också hittats, varav två är tillverkade av skiffer.

## Namnet
Namnet (1543 Heijthanimj) kommer från udden där kyrkan uppfördes och har i förleden det finska ordet hieta, 'sand' och i efterleden niemi, 'udde'.

## Befolkningsutveckling
| Befolkningsutvecklingen i Hietaniemi socken 1750–1990                                                    | Befolkningsutvecklingen i Hietaniemi socken 1750–1990 | Befolkningsutvecklingen i Hietaniemi socken 1750–1990 | Befolkningsutvecklingen i Hietaniemi socken 1750–1990 | Befolkningsutvecklingen i Hietaniemi socken 1750–1990 |
| --- | ----------------------------------------------------- | ----------------------------------------------------- | ----------------------------------------------------- | ----------------------------------------------------- |
| |                                                       |                                                       |                                                       |                                                       |
| År |                                                       |                                                       | Folkmängd                                             |                                                       |
| 1750 | 1750                                                  |                                                       | 1 349                                                 |                                                       |
| 1760 | 1760                                                  |                                                       | 1 569                                                 |                                                       |
| 1769 | 1769                                                  |                                                       | 1 837                                                 |                                                       |
| 1780 | 1780                                                  |                                                       | 1 639                                                 |                                                       |
| 1790 | 1790                                                  |                                                       | 1 685                                                 |                                                       |
| 1800 | 1800                                                  |                                                       | 1 841                                                 |                                                       |
| 1810 | 1810                                                  |                                                       | 1 116                                                 |                                                       |
| 1820 | 1820                                                  |                                                       | 1 300                                                 |                                                       |
| 1830 | 1830                                                  |                                                       | 1 487                                                 |                                                       |
| 1840 | 1840                                                  |                                                       | 1 443                                                 |                                                       |
| 1850 | 1850                                                  |                                                       | 1 724                                                 |                                                       |
| 1860 | 1860                                                  |                                                       | 1 796                                                 |                                                       |
| 1870 | 1870                                                  |                                                       | 1 837                                                 |                                                       |
| 1880 | 1880                                                  |                                                       | 1 998                                                 |                                                       |
| 1890 | 1890                                                  |                                                       | 1 946                                                 |                                                       |
| 1900 | 1900                                                  |                                                       | 1 968                                                 |                                                       |
| 1910 | 1910                                                  |                                                       | 2 150                                                 |                                                       |
| 1920 | 1920                                                  |                                                       | 2 437                                                 |                                                       |
| 1930 | 1930                                                  |                                                       | 2 489                                                 |                                                       |
| 1940 | 1940                                                  |                                                       | 2 648                                                 |                                                       |
| 1950 | 1950                                                  |                                                       | 2 657                                                 |                                                       |
| 1960 | 1960                                                  |                                                       | 2 438                                                 |                                                       |
| 1970 | 1970                                                  |                                                       | 1 702                                                 |                                                       |
| 1980 | 1980                                                  |                                                       | 1 261                                                 |                                                       |
| 1990 | 1990                                                  |                                                       | 1 047                                                 |                                                       |
| Anm: Källor: Umeå universitet - Tabellverket 1749-1859, Demografiska databasen, CEDAR, Umeå universitet. |                                                       |                                                       |                                                       |                                                       |

### Språk och etnicitet
Nedanstående siffror är tagna från Statistiska centralbyråns folkräkningar 1900, 1910, 1920 och 1930 och visar inte medborgarskap utan de som SCB ansåg vara av "finsk, svensk eller lapsk stam". Siffrorna för 1805-1855 är Tabellverkets statistik och avser endast den samiska befolkningen.
| Årtal | Svenskar | Finnar | Samer | Totalt |
| ----- | -------- | ------ | ----- | ------ |
| 1805  |          |        | 2     |        |
| 1810  |          |        | 0     |        |
| 1815  |          |        | 0     |        |
| 1825  |          |        | 25    |        |
| 1830  |          |        | 17    |        |
| 1835  |          |        | 10    |        |
| 1840  |          |        | 6     |        |
| 1845  |          |        | 10    |        |
| 1850  |          |        | 7     |        |
| 1855  |          |        | 10    |        |
| 1860  | 254      | 1 534  | 8     | 1 796  |
| 1870  | 324      | 1 513  | 0     | 1 837  |
| 1880  | 408      | 1 587  | 3     | 1 998  |
| 1890  | 316      | 1 614  | 16    | 1 946  |
| 1900  | 353      | 1 592  | 23    | 1 968  |
| 1910  | 354      | 1 772  | 24    | 2 150  |
| 1920  | 552      | 1 846  | 39    | 2 437  |
| 1930  | 806      | 1 622  | 61    | 2 489  |